# Pellorneum fuscocapillus
Pellorneum fuscocapillus là một loài chim trong họ Pellorneidae.